# Arnamagnäanische Sammlung

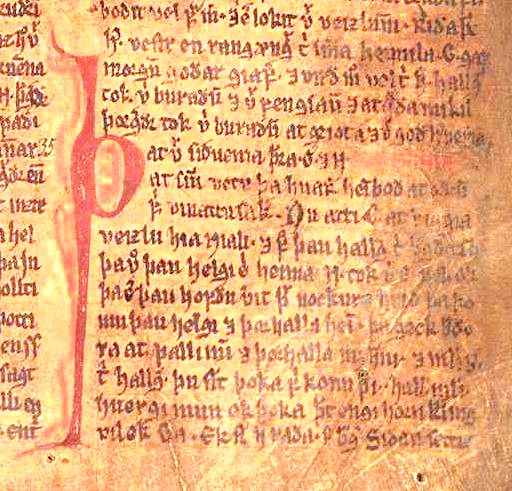
Möðruvallabók (AM 132 fol.13r)

Gebäude der Stofnun Árnar Magnússonar in Reykjavík.

Bei der sogenannten Arnamagnäanische Sammlung (nach dänisch Arnamagnæanske håndskriftsamling), handelt es sich um eine der wichtigsten Sammlungen mittelalterlicher isländischer Handschriften. Sie ist nach Árni Magnússon, dem Wissenschaftler, der sie zusammengestellt hat, benannt.
Etwas mehr als die Hälfte der Handschriftensammlung wird heute in Reykjavík beim Arnamagnäanischen Institut aufbewahrt. Die Árnastofnun (Stiftung Árni Magnússon) fördert ihre Erhaltung.
In der Handschriftensammlung beginnen alle Handschriftensignaturen mit „AM“ für „Árni Magnússon“ gefolgt durch eine Nummer und die Angabe des Formats. Zum Beispiel trägt eine Handschrift der Brennu Njáls saga aus der Sammelschrift der Möðruvallabók die Signatur „AM 132 fol.“.
Im Jahr 2009 wurde die Handschriftensammlung in das UNESCO-Dokumentenerbe aufgenommen.

## Beginn der Sammlung durch Árni Magnússon
Árni Magnússon begründete die Sammlung im 17. Jahrhundert, als er begann, im Auftrag des dänischen Königs mittelalterliche isländische Handschriften zu sammeln. Sie wurden zunächst in Kopenhagen aufbewahrt, weil die Möglichkeiten, solch kostbare Dokumente vor dem Verfall zu retten, im verarmten Island der Zeit sehr begrenzt waren. Es gab aber auch politische und pekuniäre Gründe. Die Sammlung wurde später durch Gaben verschiedener Personen zu einer großen Bibliothek erweitert.

## Direktoren der Sammlung
Einer der Direktoren der Sammlung war von 1927 bis 1971 der Schriftsteller und Literaturwissenschaftler Jón Helgason.

## Handschriftensammlung
Die Handschriften wurden bis zum Jahre 1976 alle in Kopenhagen verwahrt. Ab da begann man mit der Rückgabe an Island, die sich bis 1997 hinzog.
Inzwischen befinden sich über 600 Handschriften und Teile von Handschriften in der Stiftungsbibliothek. Hinzu kommen etwa 150 Handschriften aus der persönlichen Sammlung des Königs. Außerdem wurden der Sammlung auch etwa 70 Handschriften von anderen Sammlern übergeben. Zudem verwahrt die Stiftung zahlreiche Urkunden aus der Sammlung Árni Magnússons.
Berühmt ist unter anderem das Manuskript Skarðsbók postulasagna (ein Manuskript mit Geschichten über die Apostel Jesu). Es stammt aus anderen Quellen als der Kopenhagener Sammlung und ist ein Manuskript aus Kalbshaut aus dem 14. Jahrhundert, das 1965 in London gekauft wurde.
Außerdem besteht ein reger Austausch mit der Universitätsbibliothek von Island.
Etliche weitere isländische Handschriften werden immer noch in ausländischen Bibliotheken aufbewahrt, etwa in Dänemark und Schweden.
Die Sammlung enthält jedoch auch Handschriften in anderen Sprachen.

## Die kostbarsten Manuskripte
Einige ausgesprochen kostbare Manuskripte finden sich hier, zum Beispiel:
- eddische Dichtung:
  - der Codex Regius, landläufig als Liederedda bekannt
  - die Snorra-Edda
- Sagaliteraturen:
  - Isländersagas
    - die Möðruvallabók (Sammlung)
    - die Brennu Njáls saga

  - Königsagas
    - die Flateyjarbók (Sammlung)
    - die Landnámabók
- Rechtsliteratur:
  - das Gesetzbuch Grágás

## Forschungsbibliothek
Angeschlossen an die Sammlung ist eine der größten Fach- und Forschungsbibliotheken in Island. Sie umfasst etwa 19.000 Bücher, ca. 140 Zeitschriften im Abonnement und zahlreiche Fachschriften. Dabei spezialisiert sie sich auf isländische Literatur- und Sprachwissenschaft, europäisches Mittelalter und Volkskunde.
Unter gegnir.is im Internet kann man den Bücherbestand der Forschungsbibliothek recherchieren. Die Bücher werden normalerweise nicht ausgeliehen, jedoch gibt es vor Ort einen Lesesaal.
Etliche weitere Stiftungen sind in der Bibliothek aufgegangen z. B. die von Þorsteinn M. Jónsson (1885–1976) und seiner Frau Sigurjóna Jakobsdóttir.